# Астатјула (Флорида)
Астатјула (енгл. Astatula) град је у америчкој савезној држави Флорида. По попису становништва из 2010. у њему је живело 1.810 становника.

## Демографија
Према попису становништва из 2010. у граду је живело 1.810 становника, што је 512 (39,4%) становника више него 2000. године.
| Група             | 2000.         | 2010.         |
| Белци             | 1.003 (77,3%) | 1.238 (68,4%) |
| Афроамериканци    | 16 (1,2%)     | 31 (1,7%)     |
| Азијати           | 4 (0,3%)      | 21 (1,2%)     |
| Хиспаноамериканци | 252 (19,4%)   | 484 (26,7%)   |
| Укупно            | 1.298         | 1.810         |